# Philippe Beaussant
Philippe Beaussant (6. května 1930 Caudéran – 8. května 2016 Paříž) byl francouzský muzikolog a spisovatel, expert na francouzskou barokní hudbu; založil Centre de musique baroque de Versailles. Byl členem Francouzské akademie.

## Publikační činnost
V roce 1992 napsal knihu Lully ou le musicien du soleil, česky: Lully, hudebník Slunce (podle které byl v roce 2000 natočen film Král tančí).